# Bendoszka Wielka
Bendoszka Wielka ist ein 1144 Meter hoher Berg in Polen in den Saybuscher Beskiden. Er befindet sich in dem Massiv Wielka Racza.
Der Gipfel liegt auf polnischem Staatsgebiet unweit der Grenze zur Slowakei. 
Die Hänge sind bewachsenen, der Gipfelbereich ist nicht bewaldet. Auf dem Gipfel steht ein Millenniumskreuz.
Auf dem Gebirgspass zwischen dem Gipfel und der Bania  steht die Przegibek-Hütte.